# 2013–2014-es Európa-liga (egyenes kieséses szakasz)
A 2013–2014-es Európa-liga egyenes kieséses szakasza 2014. február 20-án kezdődött és május 14-én ért véget a torinói Juventus Stadionban rendezett döntővel. Az egyenes kieséses szakaszban 32 csapat vett részt, amelyek a csoportkör során a saját csoportjuk első két helyének valamelyikén, illetve az UEFA-bajnokok ligája csoportkörének harmadik helyén végeztek.

## Lebonyolítás
A döntő kivételével mindegyik mérkőzés oda-visszavágós rendszerben zajlott. A két találkozó végén az összesítésben jobbnak bizonyuló csapatok jutottak tovább a következő körbe. Ha az összesítésnél az eredmény döntetlen volt, akkor az idegenben több gólt szerző csapat jutott tovább. Amennyiben az idegenben lőtt gólok száma is azonos volt, akkor 30 perces hosszabbítást rendeztek a visszavágó rendes játékidejének lejárta után. Ha a 2x15 perces hosszabbításban gólt/gólokat szerzett mindkét együttes, és az összesített állás egyenlő volt, akkor a vendég csapat jutott tovább idegenben szerzett góllal/gólokkal. Gólnélküli hosszabbítás esetén büntetőpárbajra került sor. A döntőt egy mérkőzés keretében rendezték meg.

## A legjobb 16 közé jutásért

### Sorsolás
A legjobb 16 közé jutásért és a nyolcaddöntők sorsolását 2013. december 16-án tartották.
A csapatok két kalapba kerültek.
- Kiemelt csapatok: az Európa-liga csoportkörének első helyezettjei, valamint az UEFA-bajnokok ligája csoportkörének négy legjobb harmadik helyezettje
- Nem kiemelt csapatok: az Európa-liga csoportkörének második helyezettjei, valamint az UEFA-bajnokok ligája csoportkörének másik négy harmadik helyezettje

A sorsolás során egy kiemelt csapat mellé egy nem kiemelt csapatot sorsoltak. Figyelembe vették, hogy azonos nemzetű együttesek, illetve az azonos csoportból továbbjutó csapatok nem szerepelhettek egymás ellen.
A második kalapban szereplő csapatok játszották az első mérkőzést hazai környezetben.
Továbbjutók az Európa-liga csoportköréből
| Színmagyarázat     |
| ------------------ |
| Kiemelt csapat     |
| Nem kiemelt csapat |

| Csoport   | Csoportelső         | Csoportmásodik           |
| --------- | ------------------- | ------------------------ |
| A csoport | Valencia CF         | Swansea City             |
| B csoport | Ludogorec Razgrad   | Csornomorec Odesza       |
| C csoport | Red Bull Salzburg   | Esbjerg fB               |
| D csoport | Rubin Kazany        | NK Maribor               |
| E csoport | Fiorentina          | Dnyipro Dnyipropetrovszk |
| F csoport | Eintracht Frankfurt | Makkabi Tel-Aviv         |
| G csoport | KRC Genk            | Dinamo Kijiv             |
| H csoport | Sevilla FC          | Slovan Liberec           |
| I csoport | Olympique Lyonnais  | Real Betis               |
| J csoport | Trabzonspor         | Lazio                    |
| K csoport | Tottenham Hotspur   | Anzsi Mahacskala         |
| L csoport | AZ                  | PAÓK                     |

Továbbjutók az UEFA-bajnokok ligája csoportköréből
Harmadik helyezettek sorrendje
| Csoport | Csapat         | M | Gy | D | V | G+ | G– | Gk  | P  |
| ------- | -------------- | - | -- | - | - | -- | -- | --- | -- |
| F       | SSC Napoli     | 6 | 4  | 0 | 2 | 10 | 9  | +1  | 12 |
| C       | Benfica        | 6 | 3  | 1 | 2 | 8  | 8  | 0   | 10 |
| A       | Sahtar Doneck  | 6 | 2  | 2 | 2 | 7  | 6  | +1  | 8  |
| E       | FC Basel       | 6 | 2  | 2 | 2 | 5  | 6  | –1  | 8  |
| H       | Ajax           | 6 | 2  | 2 | 2 | 5  | 8  | –3  | 8  |
| B       | Juventus       | 6 | 1  | 3 | 2 | 9  | 9  | 0   | 6  |
| G       | FC Porto       | 6 | 1  | 2 | 3 | 4  | 7  | –3  | 5  |
| D       | Viktoria Plzeň | 6 | 1  | 0 | 5 | 6  | 17 | –11 | 3  |

### Párosítások
Az első mérkőzéseket 2014. február 20-án, a visszavágókat február 27-én játszották.
| 1. csapat                | Össz.Tooltip Aggregate score | 2. csapat           | 1. mérk. | 2. mérk. |
| ------------------------ | ---------------------------- | ------------------- | -------- | -------- |
| Dnyipro Dnyipropetrovszk | 2–3                          | Tottenham Hotspur   | 1–0      | 1–3      |
| Real Betis               | 3–1                          | Rubin Kazany        | 1–1      | 2–0      |
| Swansea City             | 1–3                          | SSC Napoli          | 0–0      | 1–3      |
| Juventus                 | 4–0                          | Trabzonspor         | 2–0      | 2–0      |
| NK Maribor               | 3–4                          | Sevilla FC          | 2–2      | 1–2      |
| Viktoria Plzeň           | 3–2                          | Sahtar Doneck       | 1–1      | 2–1      |
| Csornomorec Odesza       | 0–1                          | Olympique Lyonnais  | 0–0      | 0–1      |
| Lazio                    | 3–4                          | Ludogorec Razgrad   | 0–1      | 3–3      |
| Esbjerg fB               | 2–4                          | Fiorentina          | 1–3      | 1–1      |
| Ajax                     | 1–6                          | Red Bull Salzburg   | 0–3      | 1–3      |
| Makkabi Tel-Aviv         | 0–3                          | FC Basel            | 0–0      | 0–3      |
| FC Porto                 | 5–5 (i.g.)                   | Eintracht Frankfurt | 2–2      | 3–3      |
| Anzsi Mahacskala         | 2–0                          | KRC Genk            | 0–0      | 2–0      |
| Dinamo Kijiv             | 0–2                          | Valencia CF         | 0–2      | 0–0      |
| PAÓK                     | 0–4                          | Benfica             | 0–1      | 0–3      |
| Slovan Liberec           | 1–2                          | AZ                  | 0–1      | 1–1      |

### 1. mérkőzések
| 2014. február 20. 19:00 |

| Anzsi Mahacskala | 0–0         | KRC Genk |
| ---------------- | ----------- | -------- |
|                  | Jegyzőkönyv |          |

| Szaturn Stadion, Ramenszkoje Játékvezető: Alon Yefet (izraeli) |

| 2014. február 20. 19:00 |

| Dnyipro Dnyipropetrovszk   | 1–0               | Tottenham Hotspur |
| -------------------------- | ----------------- | ----------------- |
| Konoplyanka 81' (11-esből) | (0–0) Jegyzőkönyv |                   |

| Dnyipro-Arena, Dnyipropetrovszk Játékvezető: Antonio Mateu Lahoz (spanyol) |

| 2014. február 20. 19:00 |

| Juventus                | 2–0               | Trabzonspor |
| ----------------------- | ----------------- | ----------- |
| Osvaldo 16' Pogba 90+4' | (1–0) Jegyzőkönyv |             |

| Juventus Stadion, Torino Játékvezető: Aleksei Kulbakov (fehérorosz) |

| 2014. február 20. 19:00 |

| Csornomorec Odesza | 0–0         | Olympique Lyonnais |
| ------------------ | ----------- | ------------------ |
|                    | Jegyzőkönyv |                    |

| Csornomorec Stadion, Odesza Játékvezető: Craig Thomson (skót) |

| 2014. február 20. 19:00 |

| Esbjerg fB | 1–3               | Fiorentina                                  |
| ---------- | ----------------- | ------------------------------------------- |
| Pušić 10'  | (1–3) Jegyzőkönyv | Matri 9' Iličić 15' Aquilani 37' (11-esből) |

| Blue Water Arena, Esbjerg Játékvezető: Szergej Karaszjov (orosz) |

| 2014. február 20. 19:00 |

| Dinamo Kijiv | 0–2               | Valencia CF               |
| ------------ | ----------------- | ------------------------- |
|              | (0–0) Jegyzőkönyv | Vargas 79' Feghouli 90+1' |

| Olimpiai Stadion, Kijev Játékvezető: Liran Liany (izraeli) |

| 2014. február 20. 19:00 |

| PAÓK | 0–1               | Benfica  |
| ---- | ----------------- | -------- |
|      | (0–0) Jegyzőkönyv | Lima 59' |

| Túmbasz Stadion, Szaloniki Játékvezető: Wolfgang Stark (német) |

| 2014. február 20. 19:00 |

| Slovan Liberec | 0–1               | AZ            |
| -------------- | ----------------- | ------------- |
|                | (0–0) Jegyzőkönyv | Viergever 89' |

| Stadion u Nisy, Liberec Játékvezető: Alexandru Tudor (román) |

| 2014. február 20. 21:05 |

| Real Betis | 1–1               | Rubin Kazany            |
| ---------- | ----------------- | ----------------------- |
| Dídac 3'   | (1–0) Jegyzőkönyv | Eremenko 74' (11-esből) |

| Benito Villamarín, Sevilla Játékvezető: Serge Gumienny (belga) |

| 2014. február 20. 21:05 |

| Swansea City | 0–0         | SSC Napoli |
| ------------ | ----------- | ---------- |
|              | Jegyzőkönyv |            |

| Liberty Stadion, Swansea Játékvezető: Ivan Bebek (horvát) |

| 2014. február 20. 21:05 |

| NK Maribor            | 2–2               | Sevilla FC            |
| --------------------- | ----------------- | --------------------- |
| Tavares 33' Vršič 81' | (1–0) Jegyzőkönyv | Gameiro 47' Fazio 72' |

| Stadion Ljudski vrt, Maribor Játékvezető: Vad István (magyar) |

| 2014. február 20. 21:05 |

| Viktoria Plzeň | 1–1               | Sahtar Doneck    |
| -------------- | ----------------- | ---------------- |
| Tecl 62'       | (0–0) Jegyzőkönyv | Luiz Adriano 65' |

| Doosan Arena, Plzeň Játékvezető: Anasztásziosz Szidirópulosz (görög) |

| 2014. február 20. 21:05 |

| Lazio | 0–1               | Ludogorec Razgrad |
| ----- | ----------------- | ----------------- |
|       | (0–1) Jegyzőkönyv | Bezjak 45'        |

| Olimpiai Stadion, Róma Játékvezető: Felix Zwayer (német) |

| 2014. február 20. 21:05 |

| Ajax | 0–3               | Red Bull Salzburg                   |
| ---- | ----------------- | ----------------------------------- |
|      | (0–3) Jegyzőkönyv | Soriano 14' (11-esből) 35' Mané 21' |

| Amsterdam ArenA, Amszterdam Játékvezető: Clément Turpin (francia) |

| 2014. február 20. 21:05 |

| Makkabi Tel-Aviv | 0–0         | FC Basel |
| ---------------- | ----------- | -------- |
|                  | Jegyzőkönyv |          |

| Bloomfield Stadion, Tel-Aviv Játékvezető: David Fernández Borbalán (spanyol) |

| 2014. február 20. 21:05 |

| FC Porto                | 2–2               | Eintracht Frankfurt                |
| ----------------------- | ----------------- | ---------------------------------- |
| Quaresma 44' Varela 68' | (1–0) Jegyzőkönyv | Joselu 72' Alex Sandro 77' (öngól) |

| Estádio do Dragão, Porto Játékvezető: Matej Jug (szlovén) |

### 2. mérkőzések
| 2014. február 27. 19:00 |

| Rubin Kazany | 0–2               | Real Betis          |
| ------------ | ----------------- | ------------------- |
|              | (0–1) Jegyzőkönyv | Nono 45' Castro 64' |

| Központi Stadion, Kazany Játékvezető: Michael Oliver (angol) |

| 2014. február 27. 19:00 |

| SSC Napoli                          | 3–1               | Swansea City  |
| ----------------------------------- | ----------------- | ------------- |
| Insigne 17' Higuaín 78' Inler 90+3' | (1–1) Jegyzőkönyv | de Guzmán 30' |

| San Paolo stadion, Nápoly Játékvezető: Ovidiu Hațegan (román) |

| 2014. február 27. 19:00 |

| Sevilla FC            | 2–1               | NK Maribor  |
| --------------------- | ----------------- | ----------- |
| Reyes 42' Gameiro 59' | (1–0) Jegyzőkönyv | Vršič 90+2' |

| Estadio Ramón Sánchez Pizjuán, Sevilla Játékvezető: Luca Banti (olasz) |

| 2014. február 27. 19:00 |

| Sahtar Doneck | 1–2               | Viktoria Plzeň         |
| ------------- | ----------------- | ---------------------- |
| Adriano 88'   | (0–2) Jegyzőkönyv | Kolář 29' Petržela 33' |

| Donbasz Aréna, Doneck Játékvezető: Pol van Boekel (holland) |

| 2014. február 27. 19:00 |

| Ludogorec Razgrad                            | 3–3               | Lazio                        |
| -------------------------------------------- | ----------------- | ---------------------------- |
| Bezjak 67' Zlatinski 78' Juninho Quixadá 88' | (0–1) Jegyzőkönyv | Keita 1' Perea 54' Klose 82' |

| Vaszil Levszki Nemzeti Stadion, Szófia Játékvezető: Olegário Benquerença (portugál) |

| 2014. február 27. 19:00 |

| Red Bull Salzburg                              | 3–1               | Ajax         |
| ---------------------------------------------- | ----------------- | ------------ |
| van der Hoorn 56' (öngól) Mané 66' Soriano 77' | (0–0) Jegyzőkönyv | Klaassen 82' |

| Red Bull Arena, Wals-Siezenheim Játékvezető: Paolo Tagliavento (olasz) |

| 2014. február 27. 19:00 |

| FC Basel                     | 3–0               | Makkabi Tel-Aviv |
| ---------------------------- | ----------------- | ---------------- |
| Stocker 18' Streller 60' 72' | (1–0) Jegyzőkönyv |                  |

| St. Jakob-Park, Bázel Játékvezető: Ivan Bebek (horvát) |

| 2014. február 27. 19:00 |

| Eintracht Frankfurt      | 3–3               | FC Porto                   |
| ------------------------ | ----------------- | -------------------------- |
| Aigner 37' Meier 52' 76' | (1–0) Jegyzőkönyv | Mangala 58' 71' Gilasz 86' |

| Commerzbank-Arena, Frankfurt Játékvezető: Björn Kuipers (holland) |

| 2014. február 27. 21:05 |

| Tottenham Hotspur            | 3–1               | Dnyipro Dnyipropetrovszk |
| ---------------------------- | ----------------- | ------------------------ |
| Eriksen 56' Adebayor 65' 69' | (0–0) Jegyzőkönyv | Zozulya 48'              |

| White Hart Lane, Tottenham Játékvezető: Antony Gautier (francia) |

| 2014. február 27. 21:05 |

| Trabzonspor | 0–2               | Juventus              |
| ----------- | ----------------- | --------------------- |
|             | (0–2) Jegyzőkönyv | Vidal 18' Osvaldo 33' |

| Hüseyin Avni Aker Stadion, Trabzon Játékvezető: Pavel Královec (cseh) |

| 2014. február 27. 21:05 |

| Olympique Lyonnais | 1–0               | Csornomorec Odesza |
| ------------------ | ----------------- | ------------------ |
| Lacazette 80'      | (0–0) Jegyzőkönyv |                    |

| Stade de Gerland, Lyon Játékvezető: Alekszandar Sztavrev (macedón) |

| 2014. február 27. 21:05 |

| Fiorentina | 1–1               | Esbjerg fB        |
| ---------- | ----------------- | ----------------- |
| Iličić 47' | (0–0) Jegyzőkönyv | Vestergaard 90+1' |

| Stadio Artemio Franchi, Firenze Játékvezető: Marijo Strahonja (horvát) |

| 2014. február 27. 21:05 |

| KRC Genk | 0–2               | Anzsi Mahacskala                 |
| -------- | ----------------- | -------------------------------- |
|          | (0–0) Jegyzőkönyv | Tshimanga 64' (öngól) Aliyev 71' |

| Cristal Arena, Genk Játékvezető: Manuel Gräfe (német) |

| 2014. február 27. 21:05 |

| Valencia CF | 0–0         | Dinamo Kijiv |
| ----------- | ----------- | ------------ |
|             | Jegyzőkönyv |              |

| Estadio Mestalla, Valencia Játékvezető: Deniz Aytekin (német) |

| 2014. február 27. 21:05 |

| Benfica                                     | 3–0               | PAÓK |
| ------------------------------------------- | ----------------- | ---- |
| Gaitán 70' Lima 78' (11-esből) Marković 79' | (0–0) Jegyzőkönyv |      |

| Estádio da Luz, Lisszabon Játékvezető: Szymon Marciniak (lengyel) |

| 2014. február 27. 21:05 |

| AZ            | 1–1               | Slovan Liberec |
| ------------- | ----------------- | -------------- |
| Viergever 19' | (1–0) Jegyzőkönyv | Budnik 72'     |

| AFAS Stadion, Alkmaar Játékvezető: Serhiy Boyko (ukrán) |

## Nyolcaddöntők
Az első mérkőzéseket 2014. március 13-án, a visszavágókat március 20-án játszották.
| 1. csapat          | Össz.Tooltip Aggregate score | 2. csapat         | 1. mérk. | 2. mérk.   |
| ------------------ | ---------------------------- | ----------------- | -------- | ---------- |
| AZ                 | 1–0                          | Anzsi Mahacskala  | 1–0      | 0–0        |
| Ludogorec Razgrad  | 0–4                          | Valencia CF       | 0–3      | 0–1        |
| FC Porto           | 3–2                          | SSC Napoli        | 1–0      | 2–2        |
| Olympique Lyonnais | 5–3                          | Viktoria Plzeň    | 4–1      | 1–2        |
| Sevilla FC         | 2–2 (t. 4–3)                 | Real Betis        | 0–2      | 2–0 (h.u.) |
| Tottenham Hotspur  | 3–5                          | Benfica           | 1–3      | 2–2        |
| FC Basel           | 2–1                          | Red Bull Salzburg | 0–0      | 2–1        |
| Juventus           | 2–1                          | Fiorentina        | 1–1      | 1–0        |

### 1. mérkőzések
| 2014. március 13. 19:00 |

| Ludogorec Razgrad | 0–3               | Valencia CF                           |
| ----------------- | ----------------- | ------------------------------------- |
|                   | (0–2) Jegyzőkönyv | Barragán 5' Cartabia 34' Senderos 59' |

| Vaszil Levszki Nemzeti Stadion, Szófia Játékvezető: Clément Turpin (francia) |

| 2014. március 13. 19:00 |

| FC Porto     | 1–0               | SSC Napoli |
| ------------ | ----------------- | ---------- |
| Martínez 57' | (0–0) Jegyzőkönyv |            |

| Estádio do Dragão, Porto Játékvezető: Pavel Královec (cseh) |

| 2014. március 13. 19:00 |

| FC Basel | 0–0         | Red Bull Salzburg |
| -------- | ----------- | ----------------- |
|          | Jegyzőkönyv |                   |

| St. Jakob-Park, Bázel Játékvezető: Ovidiu Hațegan (román) |

| 2014. március 13. 21:05 |

| AZ                        | 1–0               | Anzsi Mahacskala |
| ------------------------- | ----------------- | ---------------- |
| Jóhannsson 29' (11-esből) | (1–0) Jegyzőkönyv |                  |

| AZAL Stadion, Alkmaar Játékvezető: Daniele Orsato (olasz) |

| 2014. március 13. 21:05 |

| Olympique Lyonnais                       | 4–1               | Viktoria Plzeň |
| ---------------------------------------- | ----------------- | -------------- |
| Fofana 12' 70' Lacazette 53' Mvuemba 61' | (1–1) Jegyzőkönyv | Hořava 3'      |

| Stade de Gerland, Lyon Játékvezető: Antonio Mateu Lahoz (spanyol) |

| 2014. március 13. 21:05 |

| Sevilla FC | 0–2               | Real Betis                    |
| ---------- | ----------------- | ----------------------------- |
|            | (0–1) Jegyzőkönyv | Léo Baptistão 15' Sevilla 77' |

| Estadio Ramón Sánchez Pizjuán, Sevilla Játékvezető: Cüneyt Çakır (török) |

| 2014. március 13. 21:05 |

| Tottenham Hotspur | 1–3               | Benfica                    |
| ----------------- | ----------------- | -------------------------- |
| Eriksen 64'       | (0–1) Jegyzőkönyv | Rodrigo 29' Luisão 58' 84' |

| White Hart Lane, Tottenham Játékvezető: Jonas Eriksson (svéd) |

| 2014. március 13. 21:05 |

| Juventus | 1–1               | Fiorentina |
| -------- | ----------------- | ---------- |
| Vidal 3' | (1–0) Jegyzőkönyv | Gómez 79'  |

| Juventus Stadion, Torino Játékvezető: Björn Kuipers (holland) |

### 2. mérkőzések
| 2014. március 20. 18:00 |

| Anzsi Mahacskala | 0–0         | AZ |
| ---------------- | ----------- | -- |
|                  | Jegyzőkönyv |    |

| Szaturn Stadion, Ramenszkoje Játékvezető: Craig Thomson (skót) |

| 2014. március 20. 19:00 |

| Valencia CF | 1–0               | Ludogorec Razgrad |
| ----------- | ----------------- | ----------------- |
| Paco 59'    | (0–0) Jegyzőkönyv |                   |

| Estadio Mestalla, Valencia Játékvezető: Anasztásziosz Szidirópulosz (görög) |

| 2014. március 20. 19:00 |

| Viktoria Plzeň     | 2–1               | Olympique Lyonnais |
| ------------------ | ----------------- | ------------------ |
| Kolář 60' Tecl 62' | (0–1) Jegyzőkönyv | Gomis 45+2'        |

| Doosan Arena, Plzeň Játékvezető: Szymon Marciniak (lengyel) |

| 2014. március 20. 19:00 |

| Benfica                         | 2–2               | Tottenham Hotspur |
| ------------------------------- | ----------------- | ----------------- |
| Garay 34' Lima 90+5' (11-esből) | (1–0) Jegyzőkönyv | Chadli 78' 79'    |

| Estádio da Luz, Lisszabon Játékvezető: Damir Skomina (szlovén) |

| 2014. március 20. 19:00 |

| Fiorentina | 0–1               | Juventus  |
| ---------- | ----------------- | --------- |
|            | (0–0) Jegyzőkönyv | Pirlo 71' |

| Stadio Artemio Franchi, Firenze Játékvezető: Howard Webb (angol) |

| 2014. március 20. 21:05 |

| SSC Napoli              | 2–2               | FC Porto                |
| ----------------------- | ----------------- | ----------------------- |
| Pandev 21' Zapata 90+2' | (1–0) Jegyzőkönyv | Gilasz 69' Quaresma 76' |

| San Paolo stadion, Nápoly Játékvezető: Martin Atkinson (angol) |

| 2014. március 20. 21:05 |

| Real Betis                        | 0–2 (h. u.)                 | Sevilla FC                         |
| --------------------------------- | --------------------------- | ---------------------------------- |
|                                   | (0–1, 0–2, 0–2) Jegyzőkönyv | Reyes 20' Bacca 75'                |
| Büntetőpárbaj                     |                             |                                    |
| Castro Sevilla Amaya N'Diaye Nono | 3–4                         | Vitolo Coke Gameiro Moreno Rakitić |

| Benito Villamarín, Sevilla Játékvezető: Pedro Proença (portugál) |

| 2014. március 20. 21:05 |

| Red Bull Salzburg | 1–2               | FC Basel               |
| ----------------- | ----------------- | ---------------------- |
| Soriano 22'       | (1–0) Jegyzőkönyv | Streller 50' Sauro 60' |

| Red Bull Arena, Wals-Siezenheim Játékvezető: Manuel Gräfe (német) |

## Negyeddöntők
A negyeddöntők sorsolását 2014. március 21-én tartották. Az első mérkőzéseket 2014. április 3-án, a visszavágókat április 10-én játszották.
| 1. csapat          | Össz.Tooltip Aggregate score | 2. csapat   | 1. mérk. | 2. mérk.   |
| ------------------ | ---------------------------- | ----------- | -------- | ---------- |
| AZ                 | 0–3                          | Benfica     | 0–1      | 0–2        |
| Olympique Lyonnais | 1–3                          | Juventus    | 0–1      | 1–2        |
| FC Basel           | 3–5                          | Valencia CF | 3–0      | 0–5 (h.u.) |
| FC Porto           | 2–4                          | Sevilla FC  | 1–0      | 1–4        |

### 1. mérkőzések
| 2014. április 3. 21:05 |

| AZ | 0–1               | Benfica    |
| -- | ----------------- | ---------- |
|    | (0–0) Jegyzőkönyv | Salvio 48' |

| AZAL Stadion, Alkmaar Játékvezető: Svein Oddvar Moen (norvég) |

| 2014. április 3. 21:05 |

| Olympique Lyonnais | 0–1               | Juventus    |
| ------------------ | ----------------- | ----------- |
|                    | (0–0) Jegyzőkönyv | Bonucci 85' |

| Stade de Gerland, Lyon Játékvezető: William Collum (skót) |

| 2014. április 3. 21:05 |

| FC Basel                      | 3–0               | Valencia CF |
| ----------------------------- | ----------------- | ----------- |
| Delgado 34' 38' Stocker 90+1' | (2–0) Jegyzőkönyv |             |

| St. Jakob-Park, Bázel Játékvezető: Martin Atkinson (angol) |

| 2014. április 3. 21:05 |

| FC Porto    | 1–0               | Sevilla FC |
| ----------- | ----------------- | ---------- |
| Mangala 31' | (1–0) Jegyzőkönyv |            |

| Estádio do Dragão, Porto Játékvezető: Wolfgang Stark (német) |

### 2. mérkőzések
| 2014. április 10. 21:05 |

| Benfica         | 2–0               | AZ |
| --------------- | ----------------- | -- |
| Rodrigo 39' 71' | (1–0) Jegyzőkönyv |    |

| Estádio da Luz, Lisszabon Játékvezető: Pavel Královec (cseh) |

| 2014. április 10. 21:05 |

| Juventus                    | 2–1               | Olympique Lyonnais |
| --------------------------- | ----------------- | ------------------ |
| Pirlo 4' Umtiti 68' (öngól) | (1–1) Jegyzőkönyv | Briand 18'         |

| Juventus Stadion, Torino Játékvezető: Alberto Undiano Mallenco (spanyol) |

| 2014. április 10. 21:05 |

| Valencia CF                                 | 5–0 (h. u.)                 | FC Basel |
| ------------------------------------------- | --------------------------- | -------- |
| Alcácer 38' 70' 114' Vargas 42' Bernat 118' | (2–0, 3–0, 3–0) Jegyzőkönyv |          |

| Estadio Mestalla, Valencia Játékvezető: Kassai Viktor (magyar) |

| 2014. április 10. 21:05 |

| Sevilla FC                                             | 4–1               | FC Porto       |
| ------------------------------------------------------ | ----------------- | -------------- |
| Rakitić 5' (11-esből) Vitolo 26' Bacca 29' Gameiro 79' | (3–0) Jegyzőkönyv | Quaresma 90+2' |

| Estadio Ramón Sánchez Pizjuán, Sevilla Játékvezető: Gianluca Rocchi (olasz) |

## Elődöntők
Az elődöntők sorsolását 2014. április 11-én tartották. Az első mérkőzéseket 2014. április 24-én, a visszavágókat május 1-jén játszották.
| 1. csapat  | Össz.Tooltip Aggregate score | 2. csapat   | 1. mérk. | 2. mérk. |
| ---------- | ---------------------------- | ----------- | -------- | -------- |
| Sevilla FC | 3–3 (i.g.)                   | Valencia CF | 2–0      | 1–3      |
| Benfica    | 2–1                          | Juventus    | 2–1      | 0–0      |

### 1. mérkőzések
| 2014. április 24. 21:05 |

| Sevilla FC         | 2–0               | Valencia CF |
| ------------------ | ----------------- | ----------- |
| Mbia 33' Bacca 36' | (2–0) Jegyzőkönyv |             |

| Estadio Ramón Sánchez Pizjuán, Sevilla Játékvezető: Damir Skomina (szlovén) |

| 2014. május 1. 21:05 |

| Benfica           | 2–1               | Juventus  |
| ----------------- | ----------------- | --------- |
| Garay 3' Lima 84' | (1–0) Jegyzőkönyv | Tévez 73' |

| Estádio da Luz, Lisszabon Játékvezető: Cüneyt Çakır (török) |

### 2. mérkőzések
| 2014. május 1. 21:05 |

| Valencia CF                               | 3–1               | Sevilla FC |
| ----------------------------------------- | ----------------- | ---------- |
| Feghouli 14' Beto 26' (öngól) Mathieu 70' | (2–0) Jegyzőkönyv | Mbia 90+4' |

| Estadio Mestalla, Valencia Játékvezető: Milorad Mažić (szerb) |

| 2014. május 1. 21:05 |

| Juventus | 0–0         | Benfica |
| -------- | ----------- | ------- |
|          | Jegyzőkönyv |         |

| Juventus Stadion, Torino Játékvezető: Mark Clattenburg (angol) |

## Döntő
| 2014. május 14. 20:45 (CEST) |

| Sevilla FC              | 0–0 (h. u.) | Benfica                     |
| ----------------------- | ----------- | --------------------------- |
|                         | Jegyzőkönyv |                             |
| Büntetőpárbaj           |             |                             |
| Bacca Mbia Coke Gameiro | 4–2         | Lima Cardozo Rodrigo Luisão |

| Juventus Stadion, Torino Nézőszám: 33 120 Játékvezető: Felix Brych (német) |